# Lisa Mosconi
Lisa Mosconi és una neurocientífica, educadora i autora italoamericana coneguda pels seus llibres The XX Brain i Brain Food. És així mateix directora de la Women's Brain Initiative i de la Clínica de Prevenció de l'Alzheimer, ambdues al NewYork-Presbyterian / Weill Cornell Medical College, on és professora associada de Neurociència en Neurologia.

## Infantesa i educació
Mosconi va néixer a Itàlia i els seus dos pares són físics nuclears. La malaltia d'Alzheimer va afectar la seva àvia i les dues germanes de la seva àvia. Va llicenciar-se en Psicologia experimental i Ph.D. en Neurociència i Medicina Nuclear per la Universitat de Florència, en col·laboració amb la Facultat de Medicina de la Universitat de Nova York. Es va traslladar als Estats Units quan tenia 24 anys.

## Recerca
La seva investigació se centra en la detecció precoç de la malaltia d'Alzheimer en persones amb risc, en particular dones. Aquest és el tema central del seu llibre The XX Brain, on explica que la menopausa és un procés tant neurològic com hormonal. Mosconi defensa que cal replantejar la salut del cervell com un component vital, però ignorat, de la salut de la dona. La seva investigació ha demostrat que les dones amb un factor de risc genètic específic per a la malaltia d'Alzheimer desenvolupen plaques d'amiloide, vinculades a la malaltia, durant la perimenopausa, abans del que es pensava. Aquesta investigació canvia la finestra de tractament i intervenció dels professionals de la salut que intenten prevenir l'Alzheimer i les malalties cròniques que afecten les persones de més edat. La seva recerca està finançada parcialment mitjançant una beca de cinc anys del NIH per estudiar l'Alzheimer i el cervell de les dones.
Lisa Mosconi és membre del consell de salut cerebral AARP i forma part del Consell Assessor Científic de l'Aspen Brain Institute.
La conferència de Mosconi a la TED sobre com afecta la menopausa al cervell s'ha vist més de quatre milions de vegades. El seu llibre The XX Brain va ser un best-seller del New York Times. Alhora, a Brain Food planteja quins aliments són més beneficiosos per a la salut del cervell i analitza les investigacions que mostren que una mala dieta i una falta d'hidratació poden ser perjudicials per al cervell, especialment a mesura que envelleix.